# Webáruház
A webáruház (más néven: webshop, e-shop) olyan weblap, ami termékeket vagy szolgáltatásokat értékesít. Általában online bevásárló kosár tartozik hozzá, amelybe virtuálisan pakoljuk bele a megvásárolni kívánt árut. Az internet gyors elterjedésével, az online kereskedelem nagyon előnyössé vált a kereskedők számára. A tradicionális bolttulajdonosok észrevették az új üzleti lehetőségeket az e-kereskedelemben és ez a webáruházak elterjedéséhez vezetett.
E-kereskedelemből származó eladások az Egyesült Államokban 2006-ban összesen 146,4 milliárd dollárra rúgtak, és ez 6%-a volt az összes kiskereskedelemnek az országban. 18,3 milliárd USD értékben értékesítettek ruhákat online az USA-ban, ami a piaci szegmens 10%-át tette ki.

## Jellemzői
A webáruházaknak általában hasonló jellemzői vannak mint például:
- Termékeket vagy szolgáltatásokat értékesítenek – Lehetséges az is, hogy egy webáruház az csak egy információs weboldal egy tradicionális kiskereskedelmi üzlet termékeiről vagy szolgáltatásairól, de általában az a jellemző, hogy a webáruházban tényleges termék vagy szolgáltatás értékesítése folyik.
- Virtuális bevásárlókosár – A legtöbb webáruháznak az a célja, hogy vásárlóik megvegyék a termékeiket. Ezekben az áruházakban általában található egy virtuális bevásárló kosár melybe a vásárlók összegyűjthetik a megvásárolni kívánt árut. Miután a vásárló a termékeket összegyűjtötte, a virtuális pénztárnál megadhatja fizetési adatait melynek segítségével a fizetési tranzakció létrejön.
- Piaci szegmentálás – A legtöbb webáruház az egy speciális piaci részesedést céloz meg a teljes piaci szegmensből, de természetesen vannak kivételek is mint pl. az Amazon.com melynek a sikerét az adta, hogy majdnem minden megtalálható rajta.

## Online webáruház létrehozása
A virtuális térben nagyon sok webshop található. Az online üzletet létre lehet hozni egy webdizájn szoftver segítségével, vagy felfogadunk egy erre szakosodott céget. Lehetőség van olyan  szolgáltató igénybe vételére is, amely egy, már meglévő webáruház testre is szabható alrendszerét adja bérbe.
Attól függetlenül, hogy több millió e-shop létezik ez nem jelenti azt, hogy mindegyik sikeres, és általában a virtuális kereskedők nagyon értenek hozzá és komoly figyelmet szentelnek a részleteknek a siker érdekében. A siker kulcsa a következőkben körvonalazható:
- Egyszerűség – A legjobb weboldalak egyszerűek és a menürendszer a bal oldalon található. A termékek kategóriákba vannak rendezve, és különböző linkeken keresztül érhetjük el őket.
- Keresőmotorbarát – A keresők használata az egyik legelterjedtebb módja annak, hogy a vásárlók megtalálják a megfelelő webáruházat. A legjobb webáruházak jól vannak optimalizálva, azaz jól láthatóak a keresőmotorok , mint pl.: Google kereső, számára. Az utóbbiak az áruház tartalmát indexelik, és egyben potenciális felhasználókat is küldenek az oldalra.
- Kapcsolatfelvételi lehetőség – A vásárlók tudni akarják, hogy elérhető valós személyek üzemeltetik a virtuális áruházat, amelynek legjobb bizonyítéka a könnyű és gyors kapcsolatfelvételi lehetőség.
- Értékesítési statisztika – A legtöbb webshop egy statisztikai elemző szoftvert használ, mint pl.: Google Analytics, amelynek segítségével nyomon lehet követni az értékesítési és vásárlói adatokat.

Az online vásárlás népszerűsége várhatóan nőni fog az elkövetkező években a kényelem miatt.